# フェリーどうご
フェリーどうごは、オーシャントランスが運航するフェリー。

## 概要
2等洋室と各種個室で構成される「シンプルフェリー」の第三船として、佐伯重工業で建造された。徳島港では、沖洲地区の新フェリーターミナルを発着する。船名は愛媛県を代表する観光地である道後温泉から名付けられた。船体側面のラインカラーは愛媛県の花であるみかんをイメージしたオレンジとし、インテリアの基調色にも用いられる。本船就航に伴い7月28日に「おーしゃんさうす」が引退。

### 航路
オーシャン東九フェリー
- 東京港（東京港フェリーターミナル） - 徳島港（沖洲フェリーターミナル） - 新門司港

## 船内
船内は四国をイメージした内装となっている。

### 船室
各個室は窓付き、2等洋室は窓なし（内側）となっている。
| クラス             | 部屋数            | 定員  | 設備                                                         |
| ------------------ | ----------------- | ----- | ------------------------------------------------------------ |
| 2名個室            | 14室×2名（3名）   | 28名  | 2段式プルマンベッド、テレビ、冷蔵庫、テーブル                |
| 4名個室            | 14室×4名          | 56名  | 2段式プルマンベッド、テレビ、冷蔵庫、テーブル                |
| withペットルーム   | 2名×2室           | 4名   | シングルベッド、ペットケージ、テレビ、冷蔵庫、テーブル       |
| バリアフリールーム | 2名×6室           | 12名  | ローハイトベッド、テレビ、テーブル、専用浴室・トイレ（共用） |
| 2等洋室            | 8名×11室 16名×4室 | 152名 | 階段式2段ベッド                                              |

### 公室
- エントランスホール
- 案内所・売店
- イートインスペース「オーシャンプラザ」
- 自動販売機コーナー
- バスルーム
- コインランドリー
- パウダールーム（女性洗面所内）
- リラックススペース
- フォワードロビー
- 輪行スペース
- ゲームコーナー
- キッズルーム
- 喫煙室